# Piedras Albas (Cáceres)
Pour les articles homonymes, voir Piedras Albas.
Piedras Albas est une commune de la province de Cáceres dans la communauté autonome d'Estrémadure en Espagne.